# 圣马丹迪富尤
圣马丹迪富尤（法語：Saint-Martin-du-Fouilloux，法語發音：[sɛ̃ maʁtɛ̃ dy fuju] ⓘ）是法国曼恩-卢瓦尔省的一个市镇，位于该省中部偏西，属于昂热区。

## 地理
圣马丹迪富尤（47°25'52"N, 0°42'17"W）面积14.82 平方千米，位于法国卢瓦尔河地区大区曼恩-卢瓦尔省，该省份为法国西部内陆省份，大致对应安茹地区，北起顺时针与马耶讷省、萨尔特省、安德尔-卢瓦尔省、维埃纳省、德塞夫勒省、旺代省、大西洋卢瓦尔省和伊勒-维莱讷省接壤。
与圣马丹迪富尤接壤的市镇（或旧市镇、城区）包括：圣奥古斯坦德布瓦、卢瓦尔河畔圣乔治、萨沃尼耶尔、圣莱热德利尼耶尔。

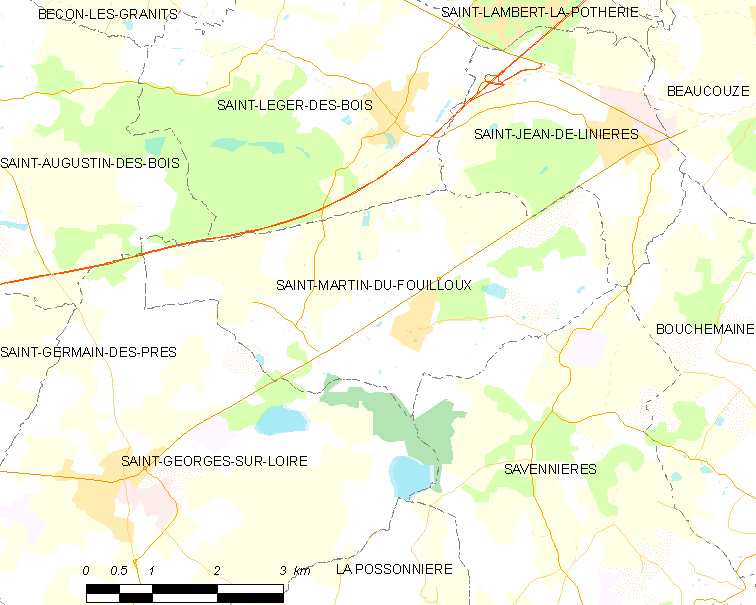
圣马丹迪富尤的OSM定位图

圣马丹迪富尤的时区为UTC+01:00、UTC+02:00（夏令时）。

## 行政
圣马丹迪富尤的邮政编码为49170，INSEE市镇编码为49306。

## 政治
圣马丹迪富尤所属的省级选区为昂热第三县。

## 人口

1962-2008年间圣马丹迪富尤人口变化图示

圣马丹迪富尤于2022年1月1日时的人口数量为1693人。